# کارخانه آسفالت

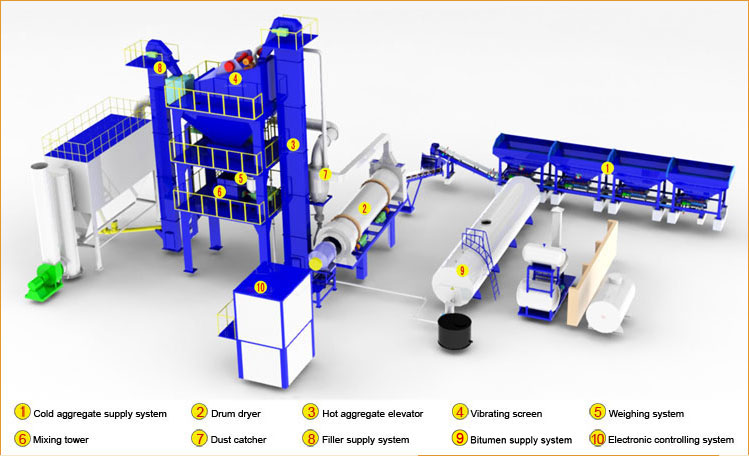
اجزای یک کارخانه ساخت آسفالت. ۱. سیستم تغذیه شن و ماسه سرد ۲. خشک کن درامی ۳. بالابر شن و ماسه گرم ۴. صفحه لرزاننده ۵. سیستم وزن کنی ۶. برج اختلاط ۷. ردگیر ۸. سیستم تغذیه فیلر ۹. سیستم تغذیه قیر ۱۰. سیستم کنترل الکترونیک

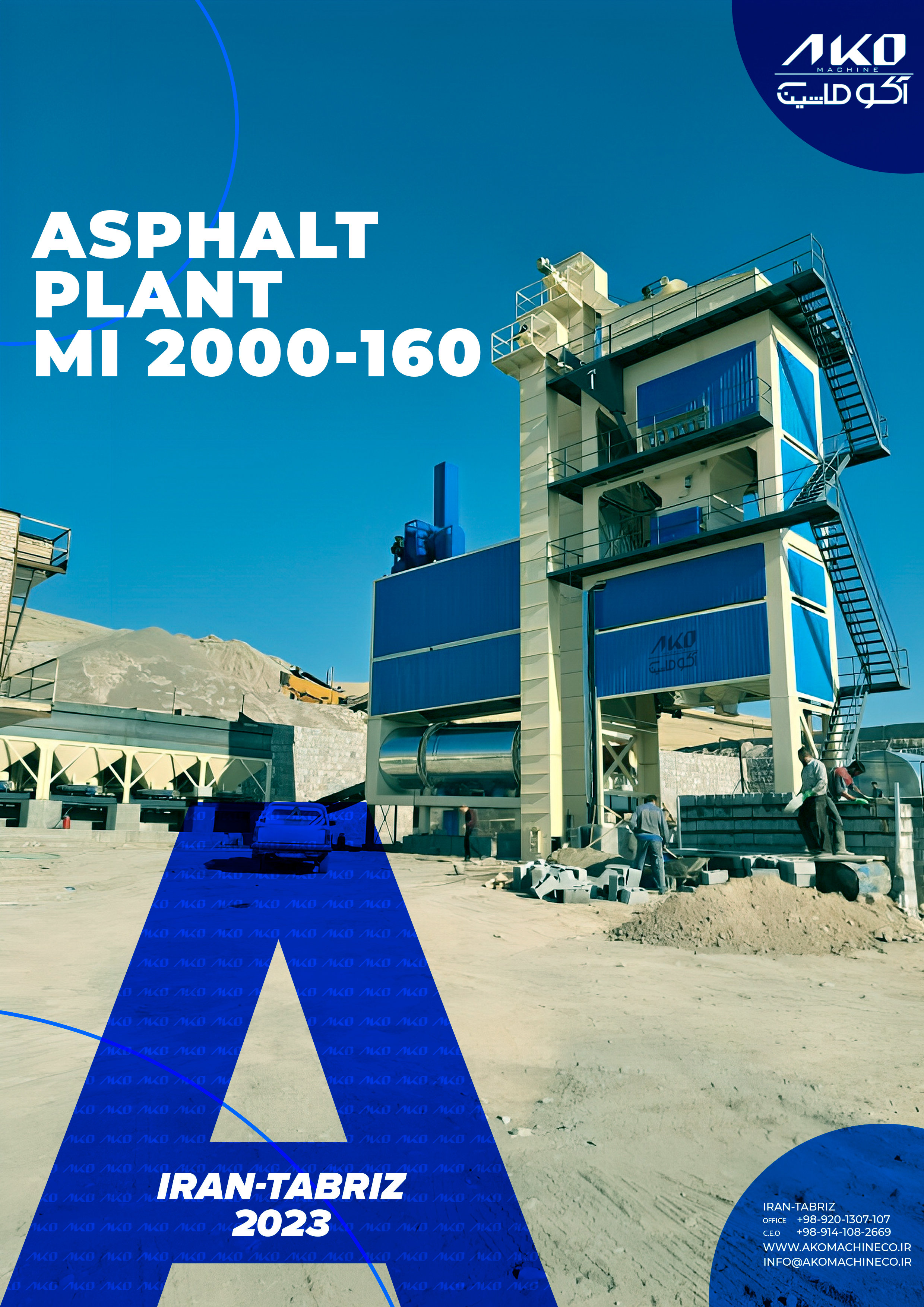

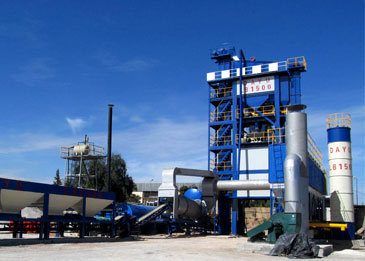
سازه‌های یک کارخانه آسفالت

کارخانه آسفالت (انگلیسی: Asphalt plant) نوعی کارخانه است، که برای تولید آسفالت، ماکادام، بتن آسفالتی و دیگر اشکال پوشش‌های جاده‌ای، استفاده می‌شود. کارخانه‌های آسفالت اغلب ترکیبی از سنگ، شن، ماسه و یک پرکننده (مانند غبار یا سنگ‌ریزه) را در نسبت صحیح، گرم می‌کند و در نهایت با افزودن قیر بعنوان پوشش‌دهنده، محصول نهایی آسفالت را تولید می‌کنند. دمای محصول نهایی باید پس از انتقال به مقصد، در محدوده ۱۰۰ تا ۲۰۰ درجه سلسیوس باشد، گرچه در کشورهای مختلف، از مشخصات و استانداردهای متفاوتی استفاده می‌شود.
از تولید کنندگان این سازه ها می توان به آکو ماشین اشاره کرد که بالای 20 سال تجربه طراحی مهندسی و ساخت ماشین آلات آسفالت را دارد.